# Garypus krusadiensis
Garypus krusadiensis es una especie de arácnido del orden Pseudoscorpionida de la familia Garypidae.

## Distribución geográfica
Se encuentra en la India.